# Pseudohemiodon thorectes
Pseudohemiodon thorectes is een straalvinnige vissensoort uit de familie van de harnasmeervallen (Loricariidae). De wetenschappelijke naam van de soort is voor het eerst geldig gepubliceerd in 1975 door Isbrücker.